# Зоран Ћирић
Зоран Ћирић (Ниш, 1962) српски је књижевник.
У родном граду Нишу је и дипломирао на Економском факултету. До сада објавио више од двадесет књига различитог жанровског усмерења. Заступљен у више антологија савремене српске прозе и поезије. Добитник награде Бранко Радичевић 1990. године за збирку поезије „Рио Браво“. За роман „Хобо“ добио награду фонда Борислав Пекић, НИН-ову награду за најбољи роман 2001. године, као и награду Народне библиотеке Србије за најчитанију књигу 2002. године. Роман „Прислушкивање“ ушао у најужи избор за НИН-ову награду, за продукцију 1999.

## Биографија
Већина прозних наслова је доживело више издања и заузимало високе позиције на бестселер листама. Приче и песме, као и одломци из романа, преведени су на више светских језика (енглески, италијански, немачки, мађарски, словеначки, пољски, бугарски, македонски, шпански, шведски...), а роман Прислушкивање је преведен на италијански.
Аутор је бројних есеја из области популарне културе које је у периоду 1990-91 објављивао у тадашњем водећем југословенском рок-часопису „Ритам“. 1997. постаје колумниста дневног листа Данас, а крајем те године магазин „Профил“ га проглашава за „највећег живог српског писца“ и посвећује му репортажу на дванаест страница. Пре тога је већ у многим медијима проглашен за „српског Буковског“, а још 1992. „Борба" га означава као „јединог рокенрол писца у земљи“. Од новембра 2001. пуних годину дана исписује колумну у политичком недељнику НИН. Након тога бива ангажован за магазин Плејбој, издање за Србију и Црну Гору, у којем сарађује од самог почетка, децембра 2003. до августа 2004. године. Након тога, те исте године, отпочиње тромесечну сарадњу са магазином „Европа“. Гостовао је на Првом европском књижевном фестивалу у Сарајеву, 2000. године, у организацији Француског културног центра, као одабрани представник нове српске књижевности. Његова репортажа о постдејтонском, мултиетничком Сарајеву – објављена у бањалучком „Репортеру“ у цензурисаној верзији — и даље се сматра за најбољи текст који је неки српски писац до данас написао на ту тему.
Такође, по позиву, наступао на Фестивалу Алтернативне Књижевности у Београду, Загребу и Осијеку (2001).
Заједно са Златком Ристићем Пајом, аутор је изложби поезије „Ко је Магични Ћира“ (1986. Ниш и Скопље) и „Магични Ћира поново јаше“ (1991. Ниш, Београд, Нови Сад).
Аутор култних емисија „Магични Гето“ и „Поноћни Портир“ које су током 1994. године више месеци емитоване на радију „Белами“. На истоименој телевизији, две године касније, имао свој ток-шоу, углавном сатирично интонираног - како у односу на глобалне тако и у односу на локалне митове и феномене. У периоду од 1995-1997. био главни и одговорни уредник КПГТ радија.
Једини интернационални џез фестивал у Нишу носи име по наслову његове књиге приповедака „Нишвил", објављене 1994. године. Такође, и једна нишка радио-станица добила је име по поменутој књизи, а као посебан куриозитет ваља поменути податак да је пре неколико година наш прослављени џез трубач, Стјепко Гут, снимио албум у Америци који је назвао – Нишвил.
Позоришна продукција београдског СКЦ-а, драматизовала је једну од прича из његове књиге „Златна декада“ и укључила је у представу „Београдске приче, други део“, која је била на репертоару 1992-1993. године.
На Другом програму Радио Београда изведене су радио драме по Ћирићевим причама „Пурпурна ружа Чаира“ и „Ламент за жену у довратку“, као и по роману „Сливник“. Исте су репризиране више пута, а радио-драма „Сливник“ је изабрана да представља Драмску продукцију Радио Београда на највећем фестивалу радио-драма „Фри Јуроп“ у Берлину.
Током прошле године исписивао путописне приче у магазину „Стандард“ и радио ауторске прилоге на РТС-у, посвећене Светском фудбалском првенству „Немачка 2006".
У дневном листу „Политика" од септембра 2007. до фебруара 2009. имао своју колумну, а у магазину „НИН" од јануара до јула 2009. исписивао серију текстова ЋИРОМАНИЈА.

## Књижевна критика о Ћирићевом делу
Теофил Панчић пишући о роману СМРТ У ЕЛ ПАСУ закључује следеће: „Једно је изван сумње: ако није тек Чиста Списатељска Лудост, онда је респекта достојна, промишљена ауторска одважност то да се након заслуженог мегауспеха романа ХОБО - који се успех тек могао на прави начин „капитализовати“ кроз будуће књиге - читалаштву понуди додуше урнебесни, али ипак у основи херметични Паралелни Свет Смрти у Ел Пасу, књиге у којој се писац радије поиграва и разрачунава са својим приватним попкултурним и осталим демонима него што се труди да изађе у сусрет набујалом читалачком 'хоризонту очекивања'".
Љиљана Шоп у тексту „Добар дан за Нишвил и Магичног Ћиру“ истиче следеће: „Приповедање Зорана Ћирића може се идентификовати са отпором и понудом, а потом и криком и вапајем једне младе генерације, стасале уз музику, секс и дрогу као уз алтернативну стварност, генерације која при томе наша друштвена реалност није нудила ништа до вампирског плеса једне пропале идеологије која предуго одумире..."
Теофил Панчић, о збирци прича ТВРДА ЉУБАВ: „Како год, у Тврдој љубави опет има довољно оног јединственог Ћирићевског штофа, оног који чини да према Ћирићу можете имати однос какав год вам је драго, једино га никако не можете игнорисати, изузев на своју штету."
Теофил Панчић, коментаришући улазак романа ПРИСЛУШКИВАЊЕ у најужи избор за НИН-ову награду: „Ћирић је у свега стотинак страна Прислушкивања сажео сав страх, неподношљиву стрепњу и социјетално лудило времена бембања, без икакве потребе да се „прави паметан“ тако што ће неким „цивилизацијско-геополитичко-метафизичким“ разлозима и осталим ђинђувама из „патриотске“ (или „мондијалистичке“ уосталом!) параинтелектуалне бижутерије подарити смисао надреалном ужасу кроз који смо пролетос проглавињали."
Адријана Марчетић о збирци прича СТАРИНСКА СТВАР: „У контексту савремене домаће прозе, често засићене квазиисторијском тематиком и сладуњавом фантастиком, Ђирићеве приче остављају утисак изворности и свежине показујући да и данас неки већ помало заборављени књижевни модели, освежени индивидуалним печатом, могу бити литерарно продуктивни."
Тања Илић о збирци прича ВУЛВАШИ: „Његова духовитост и ексцентрични избор тема нарочито долазе до изражаја у најбољим причама у овој збирци - Уводна, Непричанке, Вулваши, Тајне несталих ренџера, Доктор Франки и Мистер Штајн, који су стилски и жанровски различите. Ту долазимо до још једног квалитета модерног писца (какав је Зоран Ћирић) а то је способност да модификује језик приповедања, не одступајући од свог сопственог уметничког израза."
Душан Ристић о збирци прича НИШВИЛ: „Проверите, дакле, зашто Зоран Ћирић свом надимку додаје идолопоклонички префикс, прочитајте зашто Ћирић не припада „младој српској прози“ и осталим „мануфактурама снова“, откријте зашто он пределе не слика чајем, сазнајте шта је то „Грин, грин грас оф хоум“! Све ово и још више од тога пронаћи ћете у књизи „Нишвил“ тој сада већ обавезној литератури за четрнаестогодишњакиње и њихову знатно старију „пилетину“. Ко не пронађе један од 1000 примерака „Нишвила“ остаје оно што је и био."
Александар Јерков пишући о збирци прича СТАРИНСКА СТВАР констатује следеће: „Дошло је по свој прилици време да на почетку 21. века Ђирић постане лидер постстварносне прозе.(...)После Старинске ствари, збирке зрелих, заокружених прича, која је стварно добра ствар, прози Зорана Ћирића ваља одредити високо место у савременој српској књижевности.(...)Нема у овој књизи слабе приче, а неке су већ виђене за будуће изборе."
Тихомир Брајовић о роману ХОБО: "... Аца Барон је, по свој прилици, најупечатљивији негативац новије овдашње продукције на сличне теме."
Владислава Гордић о роману ХОБО: "Хобо нема истински пандан у текућој српској књижевности...Хобо је, укратко, wild thing српског романа. Овенчан стипендијом „Борислав Пекић“! С разлогом..."
Теофил Панчић о роману ХОБО: "Хобо је, будимо одмах начисто, кримић. Ово треба схватити врло озбиљно, јер Хобо је, као такав, готово сензационални новитет у српској књижевности (...) својеврстан добродошли поетички инцидент... Нешто много јаче од тога, колико и бурбон од разводњеног пива из неке мафијашке шпелунке. Зато брзо и хвата, а тешко пушта."
Љиљана Шоп поводом доделе НИН-ове награде роману ХОБО: „Ове године је, победио Хобо, што је исто као да кажем да је победила мучнина и да је барем на тренутак нокаутирано лицемерје и калкулисање са ружним лицем стварности."
Теофил Панчић о роману СЛИВНИК: "... Факат је да је Ћирић један од оних благословених писаца, опсесиваца које или одмах одбаците, или терате с њима кроз све њихове мене и фазе. У Сливникује Ћирић забаван и духовит - никако вицкаст - и уопштено расположен за једну махом врло добро избалансирану променаду наглавачке изврнутих ћиролошких Општих Места."
Владислава Гордић - Петковић о књизи СОЛИДНО СРЦЕ: „Али ни јужњачки мачизам није вечит. Књижевној полицији од раније познат као стално запослен атентатор на родне студије, дон Ћирлеоне је сада кротко препустио подијум и микрофон раскошним женским гласовима. (...) Глас Женског није тек глас Разлике нити маргине, већ је то глас нове, арогантне оснажености и одлучности, глас од ког јужњачки мачизам крцка и пуца."
Ненад Шапоња о роману ПРИСЛУШКИВАЊЕ: „Дакле, снажна воља за писањем, упркос свему, која самим тим овај чин узноси на ниво онтичког, те ванредан слух за анегдотални дијалошки обрт и генерацијску перцепцију света, као и сама наративна заводљивост исприповеданих пасажа, јесу квалитети који Ћирићев роман издвајају из мноштва књига које се баве прошлогодишњим ратом."
Игор Маројевић о роману ПРИСЛУШКИВАЊЕ: „У односу на велику већину оних домаћих штива која описују учинке НАТО напада, Прислушкивање је писано из off-a, из јасне позиције апатрида. Ћирић тако више није отворен само у именовању телесних порива, већ и страха. Таква идеолошка смелост у контексту српске прозне продукције можда је и најзначајнији допринос овог дела."
Богдан Тирнанић о делу Зорана Ћирића: „Када кажем да Магични пише светску прозу (овог пута без префикса тзв.), онда то може бити и вредносна категорија - мада нисам позван да се о таквим стварима изјашњавам - но све то је опис његовог духовног упоришта: не Ниш контра центру, него Ниш као центар, као свет, као монада, као заокружени универзум који није ни добар ни лош, него је само такав какав јесте, јер другог (света) и нема.(...)Магични је заправо недодирљив јер је, ставивши Ниш у центар, самим тим чином створио један митски предео са којим провинцијалци не би знали шта да почну чак и да се врати пракса утврђивања идејне штетности оне литературе која лоше утиче на младеж, одвлачећи је од учења у разблудни рокенрол и у канџе порнографије.(...)Можда је Ћира Магични донекле крив што је Ниш током бомбардовања највише страдао јер је, прочитавши његове књиге, Џејми Шеј помислио да је он (Ниш-Нишвил) сада главни град Србије. Али, и то му се мора опростити (Ћири, не Шеју): захваљујући „Прислушкивању“ већина будућих књига о последњем рату постаје унапред непотребна..."
Вуле Журић о збирци прича ОДБРАНА ГРАДОВА: „Док су „Вулваши“ само један од наслова који одржавају Ћирићев култни статус, збирка прича „Одбрана градова“ је његова најбоља књига. Седамнаест прича, испричаних на мање од сто страница, чине целину коју треба читати линеарно. Наравно, читајући на прескок, насумице, ниједна од седамнаест прича неће изгубити на вредности али ће, смештена у замишљени концепт, постићи жељено. Прочитавши и последњу причу под насловом „Прича постоји зато да се даље прича“, схватићете да је „Одбрана градова“ могла бити и роман, али управо из пишчевог уверења изреченог у наведеном наслову то јесте збирка прича зрелог писца који, дошавши до крајњих граница жељеног стила, тек почиње да приповеда."
Небојша Пајкић о збирци прича ЗЕН СРБИАНА: „Ето, таква једна линија духа дијели господина Ћирића истовремено од ретардираног квазисрпског и квазинационалног епоса и од анахроног квазикосмополитског заноса псеудобудистички тривијалне постмодерне сцене“
Игор Маројевић о збирци прича СТАРИНСКА СТВАР: „Осим зрелог језика и емоције - не рачунајући, дакле, повремену брбљивост у њеној експликацији - у врлине 16. књиге Магичног Ћире спадају и они есејистички пасажи који можда и најпластичније осликавају потребу за додатним истицањем меланхолије, које је било и у његовим ранијим деловима, но знатно мање. Уз добре поенте (на крају скоро сваке приче) и успешна измештања, то су неки од момената за које бих, лично и сасвим пријатељски, волео да буду још наглашенији у следећим Ћириним књигама кратке прозе."
Богдан Тирнанић о раним радовима Зорана Ћирића: „Наше мудре колумнистичке главе мисле да је живети у Нишу под Милом Илићем сиже за један роман фантастике. Ни сами нису свесни колико су у праву. Зато их обавештавам да Ниш више не постоји. На месту где се некада тај град налазио изникао је Нишвил, митски простор Универзалне Паланке, велики полис турбо-фолк утопије о коме у својим књигама ("Нишвил“, „Калибар 23 за специјалисту“) пише Зоран Ћирић, једна од најособенијих личности новије српске прозе, човек који је на време - захваљујући Пекинпоу, али и Милу Илићу - схватио да је аутсајдерство (наша) судбина. Није у таквом осећању усамљен: Ниш (односно Нишвил) постаје колевка једног новог креативног сензибилитета који - ако буде среће - може докрајчити ову несношљиво предугу агонију српског десетерачког романтизма."
Динко Туцаковић о збирци прича НИШВИЛ: ""Нишвил“ је дословно, песница у главу српском литерарном естаблишменту, полудирект са југа Србије из којег су долазили најславнији домаћи боксери. И као што је Борис Вијан исмевао лицемерност послератне Француске и високопарне егзистенцијалисте, чија се дубина завршава у шољици еспреса, Зоран Ћирић упорно својом прозом - раније и поезијом - позива на побуну против квазиурбаних београдских литерарних и културних стандарда, проглашавајући свој Ниш (Наис) Н(е)ишвилом у којем Шабан Бајрамовић лако постаје Џејмс Браун, а јужна пруга дом праве јужњачке утехе."
Давид Албахари о збирци прича НИШВИЛ: „Обележене, пре свега, тежњом ка сажимању приповедања и самог језика, нове Ћирићеве приче укрштају локалну традицију са наслеђем поп и рок културе. Крајњи резултат је добра урбана проза, смештена у препознатљиве координате простора и времена у којем живимо. У жижи ауторовог интересовања су Ниш, као град који прижељкује да буде град, и локални хероји који настоје да спознају себе. Зоран Ћирић суверено влада формом кратке приче, и збирка „Нишвил“ потврђује да се квалитетна проза код нас, данас, све више пише изван центра, на маргини која, у ствари, постаје право средиште."
Теофил Панчић о роману НОЋ СВИХ СВЕТИХ: „Наиме, мало је када Зоран Ћ. у једну књигу уложио толико преданости и језичке страсти као у ову; бивајући понекад, додуше, и одвећ помпезан и сентенциозан, накићен и разбарушен, Ћирић овај прозни текст густо филује премоделираним тобоже streetwise параболама (иза којих вири чисти ћирићевски барок!) које му дају особиту драж а да битно не отежавају чита(ла)чку проходност. Зато је ова књига јача као скуп упечатљивих слика и сликовитих фрагмената него као кохерентна целина (мада у овом другом својству задовољава жанровске стандарде, а претпостављам да је то и била ауторова намера): сцене ноћног драјва кроз Нишвил, дискретно блузерски пасажи олупаности таксија, улица, отужних пљескавичарница и људских егзистенција, криминалног нуво риш просташтва, или пак сваковрсне породичне патологије - укључујући и Клешину, а нарочито Кензерову; Кензер, уосталом, не би ни постао то што јесте без тога - оно су што остаје након што Кензер покока све што је требало да покока (не бојте се, нећу вам открити шта је било на крају, јер то није крај...), а читалац заклопи корице овог романа.(...)Што ће рећи: читати уз Џонија Кеша, најбоље уз његов фамозни затворски наступ. Разумећете зашто...

## Дела
- Рио Браво (песме, Нови Сад, 1990),
- Remix (песме, Ниш, 1991),
- Wah-Wah (песме, Нови Сад, 1992),
- Златна декада (приче, Ниш, 1992),
- Нишвил (приче, Ниш, 1994, 2002),
- Тајни живот у Србији (песме, Сремски Карловци, 1995),
- Калибар 23 за специјалисту (приче, Београд, 1995, 2002),
- Магични гето (приче, Ниш, 1995),
- Пост (песме, Ниш, 1996),
- Зен Србиана (приче, Београд, 1997, 2002),
- Песме о занатима (песме, Ниш, 1997),
- Вулваши (приче, Београд, 1998),
- Одбрана градова (приче, Ниш, 1998)
- Кажи мами (приче, Београд, 1999),
- Прислушкивање (роман, Београд, 1999, 2000, 2002),
- Старинска ствар (приче, Београд, 2001),
- Хобо (роман, Београд, 2001, 2002, 2007),
- Смрт у Ел Пасу (роман, Београд, 2003),
- Сливник (роман, Београд, 2004),
- Gang of four (приче, Београд, 2005)
- Тврда љубав (приче, Београд, 2006),
- Дивља Хорда-забелешке млађег покварењака-(Нови Сад,2007)
- Солидно срце (приче, Београд, 2008)
- Ноћ свих светих (роман, Београд, 2009)